# 묵증

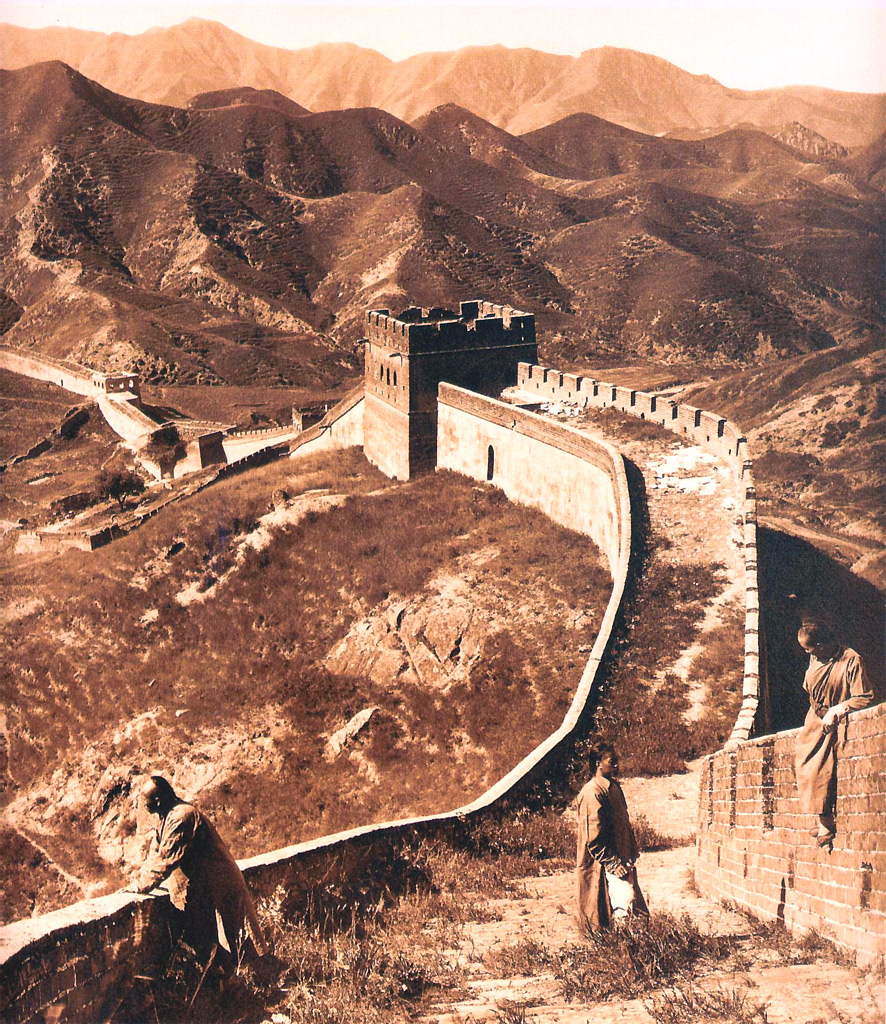
마르코 폴로는 여행기에서 중국의 만리장성을 언급하지 않는데, 이것을 두고 일부에서는 (역사적으로 합의된 부분인데도 불구하고) 그가 중국에 가본 적이 없다는 증거이거나, 그보다는 오히려 그가 외교에 신경을 쓰는 재능이 뛰어나다는 점을 잘 보여주는 예라고 믿는다.

묵증(黙證, 영어 Argument from silence, 라틴어 Argumentum ex silentio)은 과거에 만들어진 문서를 가지고 어떤 결론을 이끌어낼 때 그 문서에 진술된 내용을 근거로 삼는 것이 아니라 진술되지 않았다는 점을 근거로 삼는 것을 말한다. 서양고전학 분야에서는 어떤 고대 저자의 글에서 어떤 주제에 관한 언급이 없을 때 그 사실을 바탕으로 그 저자가 그 주제에 대해 무지하다고 주장하는 것을 종종 묵증이라고 말한다.
따라서 역사학에서 묵증은 사건이나 문서에 대한 언급이 없다는 사실을 가지고 언급되지 않은 사건에 의문을 제기하기 위해 사용된다. 대부분의 역사적 접근법에서는 저자가 기록한 내용에 의존하는 반면 묵증은 책이나 문서에 기록되지 않은 부분에 의존한다. 따라서 이 접근법은 현재 전해오는 저자의 기록에 나와 있다는 논리가 아니라 저자가 "언급했어야 옳다"는 논리를 사용한다.
묵증은 저자가 정보를 가지고 있었을 것으로 예상되고, 상황을 완전히 설명하려는 의도가 있었으며, 당시 언급될 만큼 해당 사안이 충분히 중요하고 흥미로운 경우에만 적용될 수 있다.
저자가 어떤 사건을 언급하지 않은 것에 근거한 묵증은 대체로 신뢰할 수 없다고 간주되는 무지에 호소하는 논증과는 다르다. 그렇지만 일반적으로 많은 경우 묵증 자체를 비교적 논리가 빈약하다고 보거나 오류로 간주한다.

## 같이 보기
- 무지에 호소하는 논증